# جايسون ويد
جايسون ويد (بالإنجليزية: Jason Wade)‏ هو مغني وعازف قيثارة وموسيقي أمريكي، ولد في 5 يوليو 1980 في كاماريلو في الولايات المتحدة.

## وصلات خارجية
- الموقع الرسمي
- جايسون ويد على موقع IMDb (الإنجليزية)
- جايسون ويد على موقع ميوزك برينز (الإنجليزية)
- جايسون ويد على موقع ديسكوغز (الإنجليزية)
- جايسون ويد على موقع كينوبويسك (الروسية)